# 夢への地図
「夢への地図」（ゆめへのちず）は、スターダストレビュー51枚目のシングル。2010年7月21日に発売された。DVD付初回限定盤と通常盤の2形態で発売。

## 収録曲
全曲 編曲：添田啓二

### CD
1. 夢への地図
  - 作詞・作曲：根本要
  - TBSテレビ系列『ひるおび!』2010年7月度エンディング・テーマ
  - TBSテレビ『ツボ娘』2010年7月度エンディング・テーマ
  - BS-TBS『発掘・新ニッポン旅の地図帳』テーマ・ソング
  - BS-TBS『BSヒストリーアワー』2010年7月エンディング・テーマ
2. また逢う日まで（ア・カペラ ヴァージョン）
  - 作詞：阿久悠 作曲：筒美京平
3. ニッポンの汗〜ニッポンの大ア・カペラ ヴァージョン〜
  - 作詞・作曲：根本要
  - 2010年5月30日（日）昭和女子大学人見記念講堂ツアーファイナルにて収録したライブ音源に、全国58公演に参加した約80000人の歌声を加えている。
4. 夢への地図（Instrumental）

### DVD（初回限定盤）
1. 夢への地図（MUSIC VIDEO）
2. 潮騒静夜（LIVE TOUR "太陽のめぐみ"　Director's Cut）
3. 太陽の女神（LIVE TOUR "太陽のめぐみ"　Director's Cut）